# Stražilovo

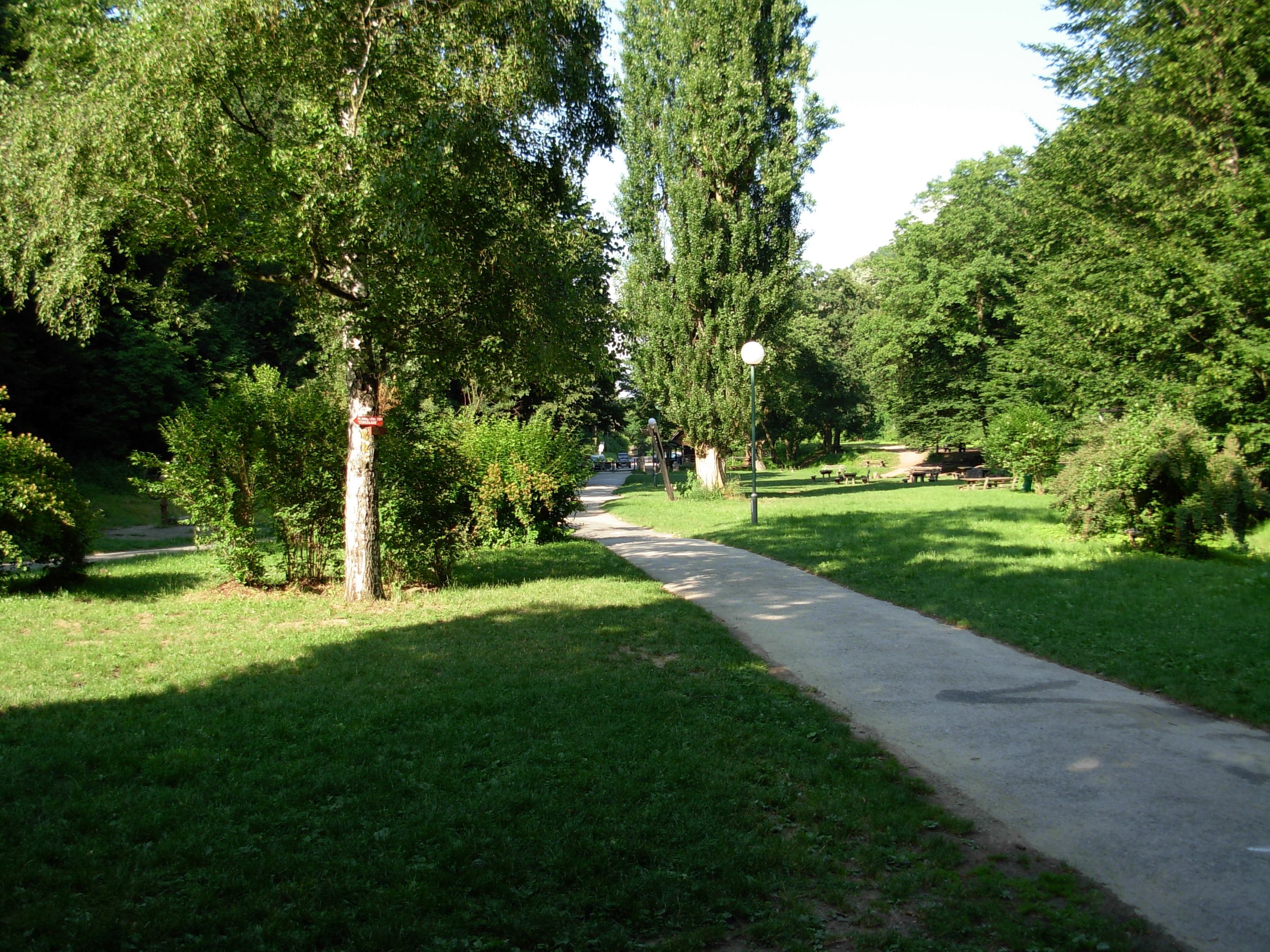
Park v údolí pod vrchem Stražilovo jako výchozí bod pro řadu turistických tras

Stražilovo (v srbské cyrilici Стражилово) je výletní místo, které se nachází v nejvýchodnějším cípu Národního parku Fruška Gora v Srbsku. Kromě údolí a turistické chaty nese tento název také i jeden z kopců (nadmořská výška 321 m), který se nachází těsně v jejich blízkosti. Stražilovo se nachází 4 km jihovýchodně od nedalekých Sremských Karlovců (kde Branko Radičević studoval gymnázium) a 15 km jižně od Nového Sadu.
Stražilovo nepatří k místům, která jsou unikátní z hlediska geografických extrémů, či jiného přírodního jevu. Jeho význam je především v oblasti historické a literární. Na vrchu Stražilovo se nachází hrob srbského romantického básníka Branka Radičeviće, který v tomto kraji žil a sepsal o něm řadu básní. Na stejném místě mu byl v roce 1883 odkryt památník. Další známý srbský spisovatel a básník 20. století, Miloš Crnjanski, připomněl jeho období vlastní poémou s názvem Stražilovo.
V současné době je místo významným rozcestníkem turistických tras, které vedou do všech koutů pohoří Fruška Gora, každý květen tudy vede trasa Fruškogorského maratonu. V údolí pod kopcem se nachází odpočívadlo "Brankov čardak" s parkovou úpravou. Nedaleko od Stražilova se nachází partyzánská stezka, vedoucí na nejvyšší vrcholky pohoří Fruška Gora a také srbské kláštery Velika Remeta a Grgeteg.